# هانتسویل (ویرجینیای غربی)
هانتسویل (به انگلیسی: Huntsville) یک منطقهٔ مسکونی در ایالات متحده آمریکا است که در شهرستان جکسون، ویرجینیای غربی واقع شده‌است. هانتسویل ۱۸۱٫۹۷ متر بالاتر از سطح دریا واقع شده‌است.